# Organització territorial del Sudan del Sud

Mapa del Sudan del Sud amb els seus 10 estats.

El Sudan del Sud és un país de l'Àfrica que està dividit en 10 estats, d'acord amb la seva Constitució. Cadascun d'ells es divideix en comtats (n'hi ha un total de 86), que al seu torn es divideixen en payams i aquests en bomas.
A continuació es mostra una llista dels deu estats agrupats en les tres regions històriques del Sudan (Bahr al-Ghazal, Equatòria i el Gran Nil Superior).

## Bahr al-Ghazal
Aquesta regió, al nord-oest del Sudan, inclou els estats de Bahr al-Ghazal del nord, Bahr al-Ghazal de l'oest, Llacs i Warab. D'acord amb el disputat cens del 2008 fet pel Sudan, Bahr al-Ghazal de l'oest és l'estat menys poblat del Sud Sudan.

## Equatòria
Aquesta regió del sud del país inclou els estats d'Equatòria de l'oest, Equatòria central i Equatòria de l'est. La capital de l'estat d'Equatòria Central (l'estat més petit del país) és Juba, que també és la capital nacional.

## Gran Nil Superior
Aquesta regió del nord-est del Sudan del Sud està conformada pels estats de Jonglei, Unitat i Nil Superior. Jonglei és l'estat més gran del país i també el més poblat, d'acord amb el cens del 2008.